# ナポリ
ナポリ（伊: Napoli ( 音声ファイル) ; ナポリ語: Napule）は、イタリアの南部にある都市。その周辺地域を含む人口約97万人の基礎自治体（コムーネ）。カンパニア州の州都であり、ナポリ県の県都でもある。ローマ、ミラノに次ぐイタリア第三の都市で、南イタリア最大の都市。都市圏人口は約300万人。
ナポリ湾に面した港湾都市・工業都市である。古代ギリシア人によって建設された植民市に起源を持ち、13世紀以降はナポリ王国の首都として南イタリアの政治・経済の中心地となった。ヴェスヴィオ火山を背景とする風光明媚な景観で知られる観光都市であり、ゲーテをして「ナポリを見てから死ね (vedi Napoli e poi muori)」（『イタリア紀行』より）と言わせた。旧市街地は「ナポリ歴史地区」として世界遺産に登録されている。ナポリ周辺にも、ヴェスヴィオ火山やポンペイの遺跡、カプリ島などの観光地を有する。

## 名称
地名
- イタリア語:Napoli（ナーポリ）
- ナポリ語:Napule（ナープラ）
- ラテン語:Neāpolis（ネアーポリス、「新しい街」の意味）
- 英語:Naples（ネイプルズ）
- フランス語:Naples（ナプル）

形容詞・住民呼称
- イタリア語:napoletano, -na（ナポレターノ、ナポレターナ）
- ナポリ語:napulitano, -na（ナプリターナ）
- ラテン語:neāpolītānus, -na（ネアーポリーターヌス、ネアーポリーターナ）
- 英語:Neapolitan（ニアポリタン）
- フランス語:napolitain, -taine（ナポリタン、ナポリテーヌ）

## 地理

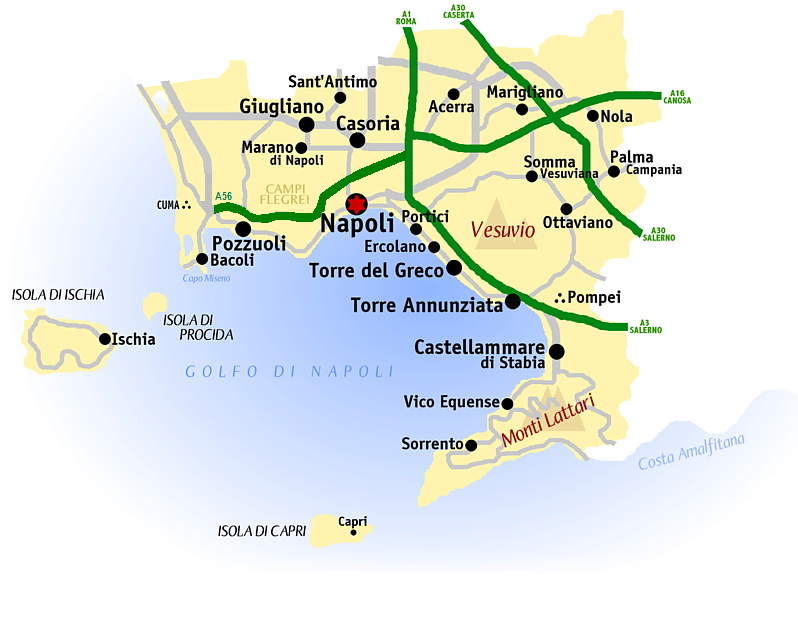
ナポリ県概略図

### 位置・広がり
ティレニア海の一部、ナポリ湾の北岸に位置する都市であり、サレルノから西北西へ46km、ベネヴェントから南西へ53km、首都ローマから南東へ189kmの距離にある。コムーネの面積は117.27 km2に及ぶ。ヴェスヴィオ火山は東南東14kmに位置する。カプリ島などへフェリー・高速船が通っており、南にソレントやアマルフィ海岸が位置する。古代都市ポンペイも見える距離にある。最高地点は450ｍ。

#### 隣接コムーネ
隣接するコムーネは以下の通り。
| - ポッツオーリ - 西 - クアルト - 西 - マラーノ・ディ・ナーポリ - 北西 - ムニャーノ・ディ・ナーポリ - 北西 - メリート・ディ・ナーポリ - 北西 - カザンドリーノ - 北 - アルツァーノ - 北 | - カザヴァトーレ - 北 - カゾーリア - 北 - ヴォッラ - 北東 - チェルコラ - 東 - サン・セバスティアーノ・アル・ヴェズーヴィオ - 東 - サン・ジョルジョ・ア・クレマーノ - 南東 - ポルティチ - 南東 |

## 気候
ケッペンの気候区分によると、ナポリの気候は地中海性気候（Csa）に属する。
北緯40度に位置するにもかかわらず、冬季の気温が高く、低緯度である北緯31度に位置する宮崎市よりも、冬季の日平均気温と平均最低気温が高い。
| ナポリの気候                            | ナポリの気候 | ナポリの気候 | ナポリの気候 | ナポリの気候 | ナポリの気候 | ナポリの気候 | ナポリの気候 | ナポリの気候 | ナポリの気候 | ナポリの気候  | ナポリの気候  | ナポリの気候 | ナポリの気候    |
| 月                                      | 1月          | 2月          | 3月          | 4月          | 5月          | 6月          | 7月          | 8月          | 9月          | 10月          | 11月          | 12月         | 年              |
| --------------------------------------- | ------------ | ------------ | ------------ | ------------ | ------------ | ------------ | ------------ | ------------ | ------------ | ------------- | ------------- | ------------ | --------------- |
| 平均最高気温 °C （°F）                  | 13.0 (55.4)  | 13.5 (56.3)  | 15.7 (60.3)  | 18.1 (64.6)  | 23.0 (73.4)  | 26.7 (80.1)  | 29.9 (85.8)  | 30.3 (86.5)  | 26.9 (80.4)  | 22.1 (71.8)   | 17.1 (62.8)   | 14.1 (57.4)  | 20.8 (69.4)     |
| 日平均気温 °C （°F）                    | 8.7 (47.7)   | 8.8 (47.8)   | 11.1 (52)    | 13.2 (55.8)  | 17.8 (64)    | 21.4 (70.5)  | 24.3 (75.7)  | 24.7 (76.5)  | 21.4 (70.5)  | 17.1 (62.8)   | 12.4 (54.3)   | 9.8 (49.6)   | 15.9 (60.6)     |
| 平均最低気温 °C （°F）                  | 4.4 (39.9)   | 4.5 (40.1)   | 6.3 (43.3)   | 8.4 (47.1)   | 12.6 (54.7)  | 16.2 (61.2)  | 18.8 (65.8)  | 19.1 (66.4)  | 16.0 (60.8)  | 12.1 (53.8)   | 7.8 (46)      | 5.6 (42.1)   | 11.0 (51.8)     |
| 降水量 mm （inch）                      | 104.4 (4.11) | 97.9 (3.854) | 85.7 (3.374) | 75.5 (2.972) | 49.6 (1.953) | 34.1 (1.343) | 24.3 (0.957) | 41.6 (1.638) | 80.3 (3.161) | 129.7 (5.106) | 162.1 (6.382) | 121.4 (4.78) | 1,006.6 (39.63) |
| 平均降水日数 （≥1.0 mm）                | 9.9          | 9.8          | 9.5          | 8.8          | 5.7          | 4.0          | 2.3          | 3.8          | 5.8          | 8.1           | 10.8          | 10.7         | 89.2            |
| 平均月間日照時間                        | 114.7        | 127.6        | 158.1        | 189.0        | 244.9        | 279.0        | 313.1        | 294.5        | 234.0        | 189.1         | 126.0         | 105.4        | 2,375.4         |
| 出典：World Meteorological Organization |              |              |              |              |              |              |              |              |              |               |               |              |                 |

## 歴史
ナポリ市は、紀元前6世紀に古代ギリシア人（特にアテネ人）の植民活動によって建市されたと考えられている。「ナポリ」の語源はギリシア語の「ネアポリス」（新しいポリス）であり、最初に建設された植民都市パルテノペから数キロはなれた場所に新しく建設された町という意味である。その後、ナポリは長くローマ帝国の支配下にあったが、476年の西ローマ帝国滅亡後、南イタリアは東ゴート族やランゴバルド族の支配が及ぶなど流動的な状況となった。6世紀になると、東ローマ帝国のユスティニアヌス1世がイタリアの再征服に乗り出し、イタリア半島はラヴェンナを首府とする東ローマ帝国の属州となった。ナポリ市には660年に東ローマ系の公国が設置されている。
11世紀にはノルマン人が南イタリアに到来し、イスラム教徒が支配するシチリア島を征服してシチリア王国（オートヴィル朝）を建国するが、ノルマン人の支配は南イタリアでも拡大され、ナポリ公国も1140年ノルマン人の手に落ちた。12世紀にはシチリア王国は婚姻関係によってホーエンシュタウフェン家の神聖ローマ皇帝の支配に移った。1224年には異色の皇帝フェデリーコ2世（神聖ローマ皇帝フリードリヒ2世）がナポリ大学を設立した。
フランスの王族シャルル・ダンジューによりホーエンシュタウフェン家のシチリア支配が断絶すると、ローマ教皇クレメンス4世は1266年、シチリア王国をシャルル・ダンジューにあてがい、アンジュー家は王国の首都をパレルモからナポリに遷都した。しかし1284年、シチリアの晩鐘事件を契機にシチリア島で反乱が起こると、アラゴン王ペドロ3世がシチリアを占領するが、ナポリを中心とする南イタリアはアンジュー家が依然として押さえていたので、王国は2つに分割された。2つの王国は共に「シチリア王国」を公称していたが、この時にナポリ王国が成立したと見ることができる。
トラスタマラ家のアラゴン王アルフォンソ5世はシチリア王を兼ねていたが、内紛続きのナポリ王国を征服して、1443年にナポリ入りし、2つの「シチリア王国」の王を兼ねた。アルフォンソはアラゴン王であるにもかかわらず、ナポリに長く滞在して統治した。1458年のアルフォンソの死後は私生児のドン・フェランテがフェルディナンド1世としてナポリ王位のみを継承するが、失地回復をめざすフランス・ヴァロワ朝のシャルル8世がこれにつけ込んで、1494年にナポリを武力占領した。これに対してスペイン（カスティーリャ＝アラゴン連合王国）から派遣されたコルドバ将軍は、1503年にナポリを征服し、フランス軍を南イタリアから追放した。ナポリ王家は取り潰され、スペインのナポリ総督によって支配される属州となった。
スペイン継承戦争（1701年 - 1714年）のさなか、1707年にオーストリア・ハプスブルク家の軍隊がナポリに入城し、スペインの総督は追い払われた。オーストリアの支配は1734年まで続く。ポーランド継承戦争が起こると、フランス・ブルボン家はスペイン・ブルボン家の支援を求め、1734年にスペイン王子でもあるパルマ公ドン・カルロスがナポリに入城してナポリ王カルロ7世として即位、シチリアも回復した。カルロスは1759年にスペイン王カルロス3世として即位した際、ナポリ王位を息子のフェルディナンド4世に譲った。この1734年をもって両シチリア王国の成立とする見方もある。ただこの時は正式名称としては使用されなかった。南イタリアを支配したスペインはナポリに王宮などの立派な建物を整備しナポリは威容を誇るようになったが、南イタリア統治そのものには無関心であったため、南イタリアの治安は悪化し荒廃した。そのためナポリはUn paradiso abitato da diavoli（「悪魔にとりつかれた楽園」、又は「悪魔の住まう楽園」）と呼ばれた。
ナポレオン戦争の間、ナポリ王フェルディナンドはナポリから追放され、シチリアを領有するのみとなった。ナポリは1806年から1815年にかけてナポレオン・ボナパルトの兄ジョゼフ、次いで妹婿のミュラを王に戴くことになる。1816年にフェルディナンドがナポリとシチリアの王として返り咲くと、間もなく国名を正式に両シチリア王国とした。1860年、両シチリア王国はジュゼッペ・ガリバルディに征服され、翌1861年に成立するイタリア王国に併合された。
第二次世界大戦中、イタリアの敗色が濃厚となる1943年9月9日頃、イギリス軍がナポリに上陸作戦を敢行。上陸を阻止しようとするドイツ軍との間で激しい交戦が行われた。同年10月1日までにドイツ軍は撤退し、連合国軍がナポリに進駐した。
1995年、世界遺産（文化遺産）『ナポリ歴史地区』として登録された。

## 社会

### 社会問題
古くから過密が社会問題になっている。
イタリア以外の外国人が想像する輝く太陽と温暖な気候、陽気な人々というイタリアのイメージは、この都市が元になっている。その一方で、今日でもナポリを拠点とするマフィア・カモッラによる影響が強い都市である。

#### ごみ問題
2007年以降、ナポリではごみの増大に処理場の増設（1994年以降、数回造成されている）が追いつかず、街中に未回収のごみが散乱する状態が度々起こっている。
ごみが散乱する理由として、マフィアによるごみの不法投棄が挙げられる。1980年代からマフィアがナポリにイタリア北部から運んできた産業廃棄物を埋め始め、この頃からマフィアにとってごみ関連ビジネスが麻薬密売に次ぐ収入源となった。環境アナリストによると、違法ごみビジネスによって、マフィアは年間25億ユーロにも上る収益を得ているという。

#### 健康被害
イタリアの研究機関による調査で、ナポリ近郊では他の地域と比べてガンの発生率が上昇していることが判明した。これはカモッラが1980年代からゴミ処理ビジネスに参入し、有害物質を含むゴミを不法投棄したことが関連しているという。特にナポリ県北部はナポリ湾などの主要な観光地の近辺であるにもかかわらず、不法な焼却や投棄が続けられた結果、地元が「死の三角形 (Triangle of Death)」と呼ばれるほど環境が悪化している。

## 観光
「世界三大美港」の一つとされることがある。また、日本では「世界三大夜景」の街の一つともされる。

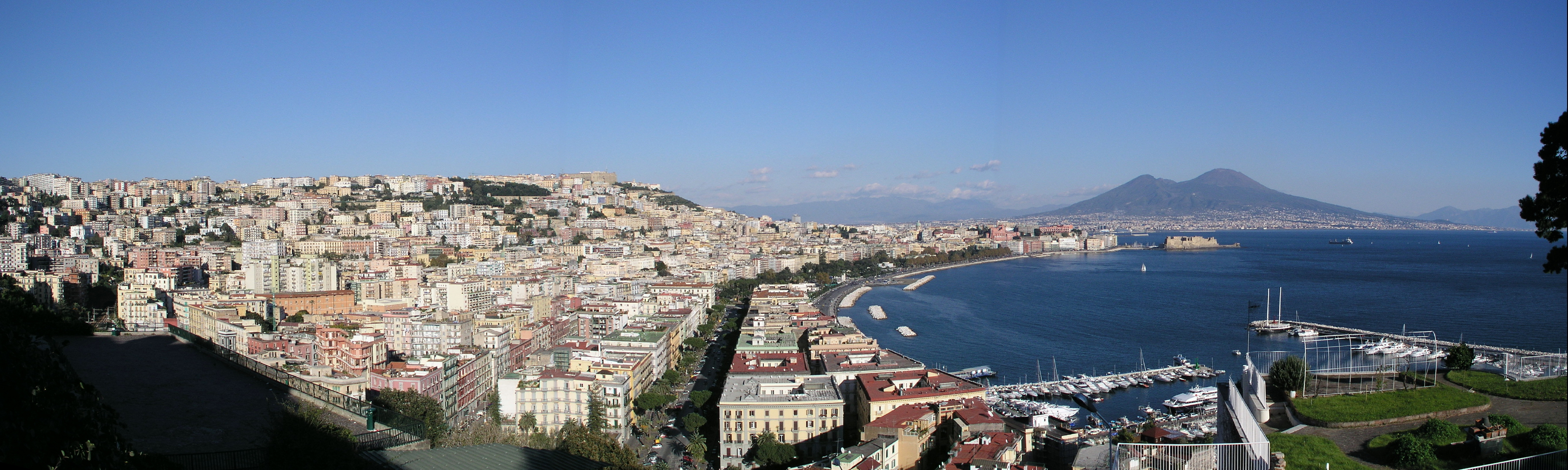
ナポリのパノラマ 右にヴェスヴィオ山

建築物
- ナポリ歴史地区
  - ナポリ大聖堂
  - パラッツォ・レアーレ・ディ・ナーポリ
  - 卵城
  - ヌオーヴォ城
- サン・カルロ劇場

博物館、美術館
- ナポリ国立考古学博物館
- カポディモンテ美術館

遺跡
- ポンペイ

自然
- ヴェスヴィオ山

## 交通

### 鉄道
- ナポリ地下鉄
  - ナポリ中央駅
- チルクムヴェスヴィアーナ鉄道
  - ナポリ中央駅
- ナポリ市電

### 空港
- ナポリ・カポディキーノ国際空港

## 文化

### 食文化

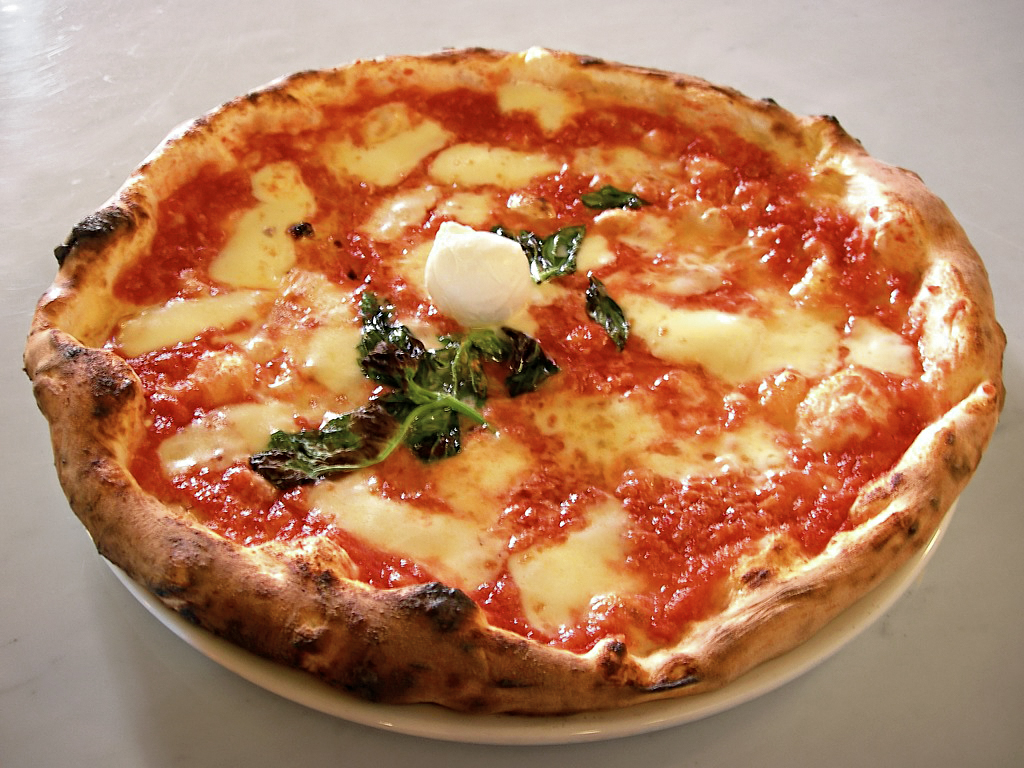
ナポリピッツァ

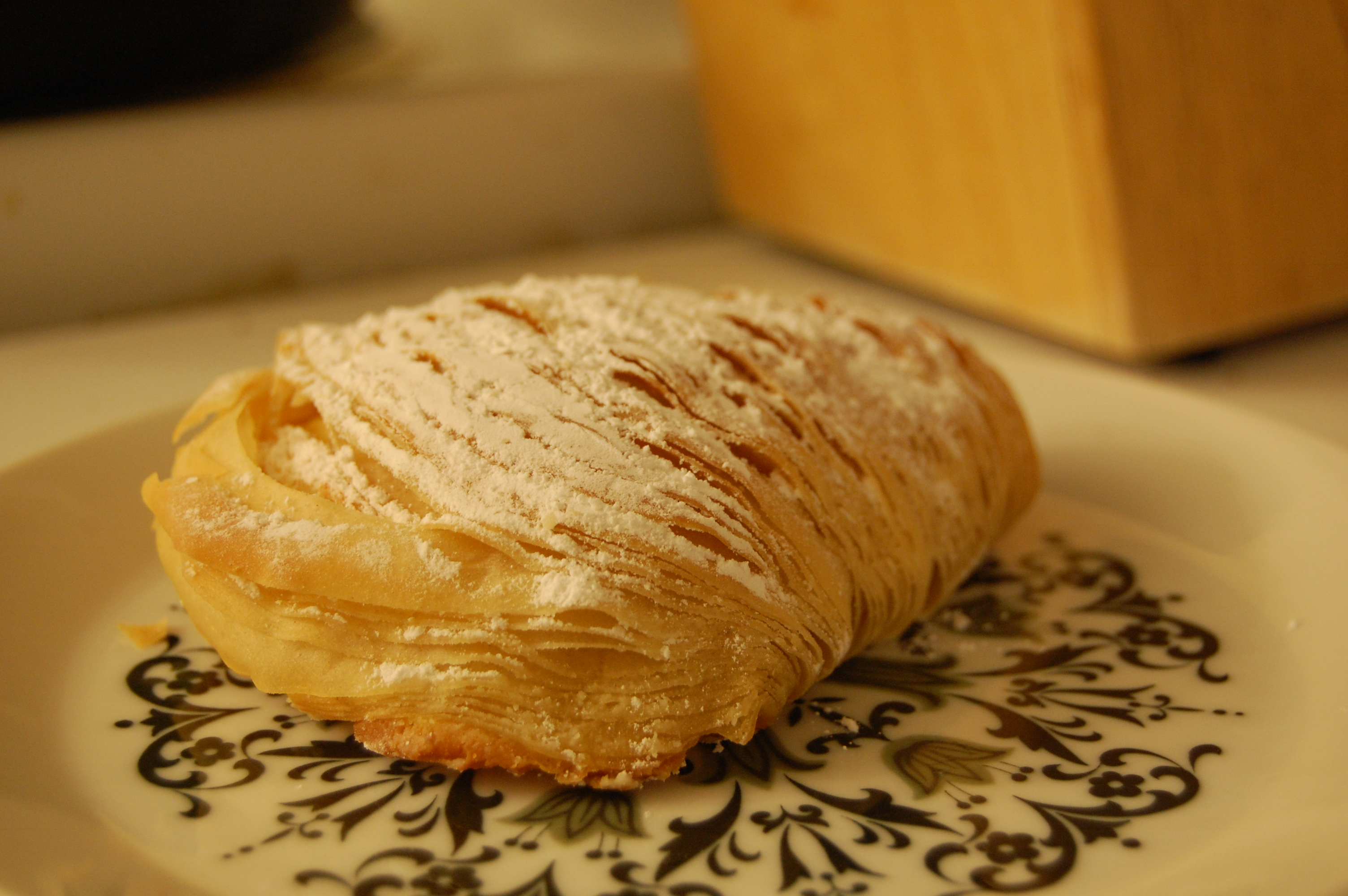
スフォリアテッレ

- ピザ（ピッツァ）の起源はアラブ圏のパンの一種ピタがナポリに伝わり、ナポリでピッツァと呼ぶようになったことと言われる。ナポリピッツァの代表がマルゲリータである。これは統一イタリア王国のマルゲリータ王妃が1889年6月ナポリ来訪の折、ブランディという店がイタリアの三色旗を模してトマト（赤）バジリコ（緑）モッツァレッラチーズ（白）で生地を飾って捧げたことに由来する。
  - 2017年12月7日には、ナポリのピッツァイオーロ（ピザ職人）の技がユネスコの世界無形文化遺産に登録されることが決定した[15]。
- スフォリアテッレと呼ばれるナポリ名物の焼き菓子が有名である。
- 日本で見られるパスタ料理の「ナポリタン」は日本生まれの洋食（和製洋食）であり、ナポリが発祥ではない。

## スポーツ

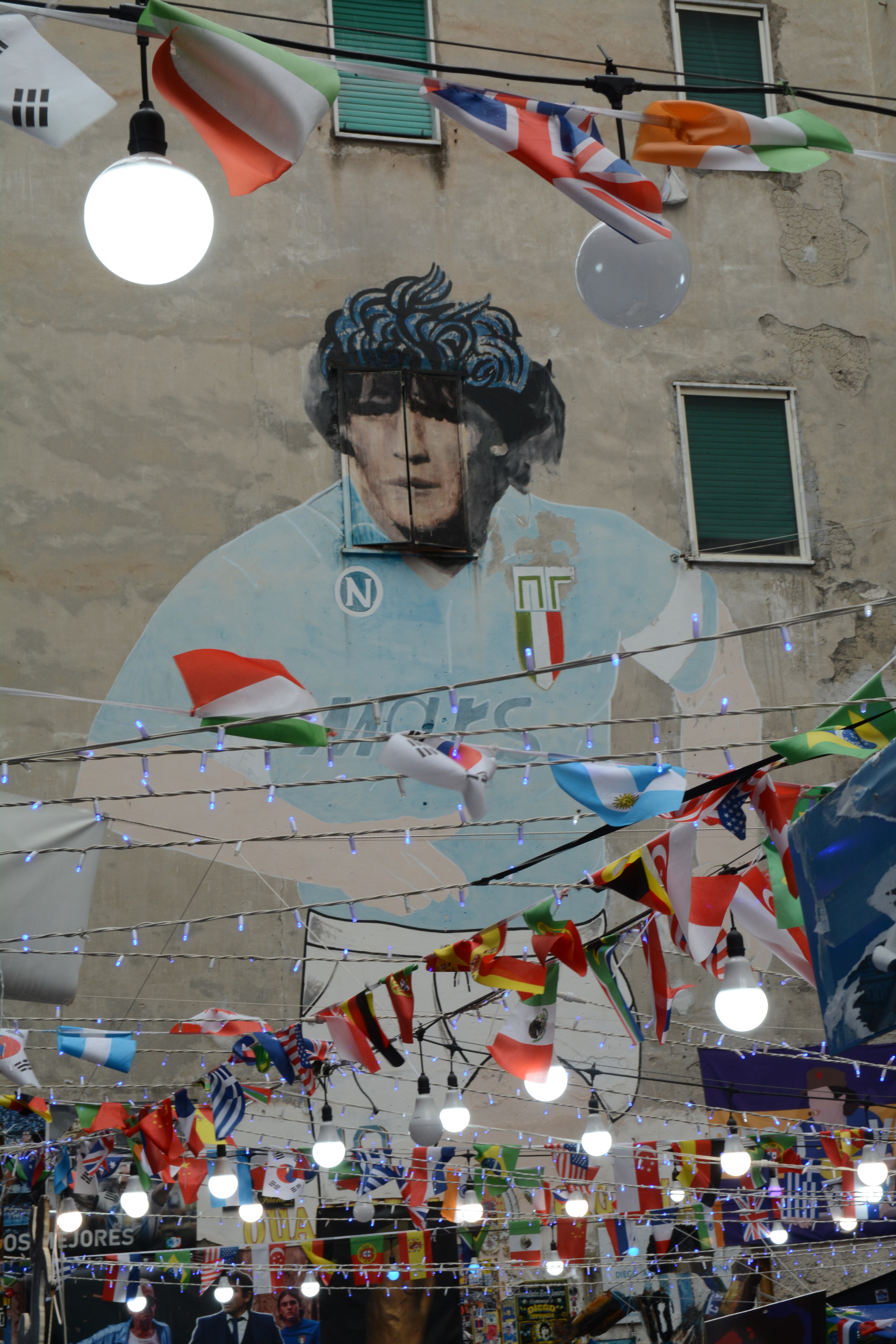
旧市街のマラドーナの壁画

### サッカー
イタリアのプロサッカーリーグであるセリエAに在籍する、SSCナポリのホームタウンとしても知られる。1986-87シーズンおよび1989-90シーズンでは、当時、選手として全盛期を迎えていたディエゴ・マラドーナの活躍によってリーグ優勝を果たしている。コッパ・イタリアでは通算6度の優勝を飾っており、国内屈指の名門クラブとして名高い。
2022-23シーズンにも、ヴィクター・オシムヘンやフヴィチャ・クヴァラツヘリアなどの活躍により33年ぶり3度目の優勝を成し遂げた。

## 姉妹都市
- アテネ、ギリシャ
- イズミル、トルコ
- 鹿児島市、日本
  - 1960年5月3日 姉妹都市提携[16]
ともに火山と縁の深い海沿いの都市であり、鹿児島が「東洋のナポリ」と呼ばれていたことが縁となっている[16][14]。日本・イタリア間の姉妹都市協定としては最も古い[17]。ナポリ市内には「鹿児島通り」(via Kagoshima)があり、鹿児島市内には6車線の大通りである「ナポリ通り」がある[14]。
- コルカタ、インド
- サラエヴォ、ボスニア・ヘルツェゴビナ
- サルヴァドール、ブラジル
- 鄭州市、中華人民共和国
- ナーブルス、パレスチナ
- パルマ・デ・マヨルカ、スペイン
- バクー、アゼルバイジャン
- バレンシア、ベネズエラ
- ブエノスアイレス、アルゼンチン
- ブダペスト、ハンガリー

## 人物

### 著名な出身者
- ジャン・ロレンツォ・ベルニーニ - 建築家
- アウグスト・デ・ルカ - 写真家
- ジョルダーノ・ブルーノ - 哲学者
- ジャンバッティスタ・ヴィーコ - 哲学者
- ジョン・アクトン - 歴史家・思想家・政治家。後にイギリスに定住。
- ウルバヌス6世 - ローマ教皇
- ファビオ・カンナバーロ - サッカー選手
- フランチェスコ・ロージ - 映画監督
- パオロ・ソレンティーノ - 映画監督
- ロベルト・サヴィアーノ - 作家
- サルヴァトーレ・ディ・ジャコモ - 小説家
- エレナ・フェッランテ - 作家、『ナポリの物語』シリーズなどを執筆
- マッシモ・トロイージ - 俳優
- バッド・スペンサー - 俳優
- エンリコ・カルーソー - テノール歌手
- ジョルジョ・ナポリターノ - 第11代イタリア共和国大統領
- エドゥアルド・デ・フィリッポ - 劇作家
- リッカルド・ムーティ - 指揮者
- ルッジェーロ・レオンカヴァッロ - 作曲家
- ドメニコ・スカルラッティ - 作曲家
- ニコラ・ポルポラ - 作曲家
- サルヴァトル・ローザ - 作曲家、画家
- アルド・チッコリーニ - ピアニスト
- ダニエレ・セーペ - 音楽家
- フェデリーコ・デ・ロベルト - 小説家
- マリオ・ヴァレンティーノ - ファッションデザイナー、及びそのブランド
- ラウラ・アントネッリ - 女優。幼少期以降、ナポリに居住。
- ソフィア・ローレン - 女優。ローマ生まれ、幼少期以降の育ちはナポリ近郊ポッツオーリ。
- セルジョ・ベンヴェヌート - 精神分析学者

### ゆかりの人物
- アル・カポネ - マフィア。ナポリ移民の家に生まれた。
- パンツェッタ・ジローラモ - 日本のタレント。少年時代にSSCナポリに在籍。アヴェッリーノ県出身。

## 色名
- ネイプルスイエロー - ナポリの黄色という意味。世界の伝統色のひとつ。ウェブカラーでは16進 - #fdd35c、10進 - R:253 G:211 B:92。